# Тім Монтгомері
Тім Монтгомері (англ. Tim Montgomery; нар. 25 січня 1975) — американський легкоатлет, що спеціалізується на спринті, олімпійський чемпіон 2000 року, срібний призер Олімпійських ігор 1996 року, чемпіон світу.

## Кар'єра
| Рік             | Змагання                     | Місто               | Місце           | Дисципліна            | Примітки        |
| Представник США | Представник США              | Представник США     | Представник США | Представник США       | Представник США |
| --------------- | ---------------------------- | ------------------- | --------------- | --------------------- | --------------- |
| 1996            | Олімпійські ігри             | Атланта, США        | 2               | естафета 4×100 метрів | 38.05           |
| 1997            | Чемпіонат світу в приміщенні | Париж, Франція      | 3 (півфінал)    | біг на 60 метрів      | 6.57            |
| 1997            | Чемпіонат світу              | Афіни, Греція       | 3               | біг на 100 метрів     | 9.94            |
| 1997            | Чемпіонат світу              | Афіни, Греція       | —               | естафета 4×100 метрів | DNF             |
| 1999            | Чемпіонат світу              | Севілья, Іспанія    | 6               | біг на 100 метрів     | 10.04           |
| 1999            | Чемпіонат світу              | Севілья, Іспанія    | 1               | естафета 4×100 метрів | 37.59           |
| 2000            | Олімпійські ігри             | Сідней, Австралія   | 1               | естафета 4×100 метрів | 37.61           |
| 2001            | Чемпіонат світу в приміщенні | Лісабон, Португалія | 2               | біг на 60 метрів      | 6.46            |
| 2001            | Чемпіонат світу              | Едмонтон, Канада    | —               | біг на 100 метрів     | DSQ             |
| 2001            | Чемпіонат світу              | Едмонтон, Канада    | —               | естафета 4×100 метрів | DSQ             |